# Desierto arbustivo de Mesopotamia
El desierto arbustivo de Mesopotamia es una ecorregión de la ecozona paleártica, definida por WWF, que se extiende por Oriente Próximo.

## Descripción
Es una ecorregión de desierto que ocupa 211.000 kilómetros cuadrados en el sureste de Siria, el noreste de Jordania y el centro de Irak hasta la frontera con Irán, con un enclave aislado en el centro-sur de Israel, sur de Cisjordania y este de la Franja de Gaza.
El desierto de Siria forma parte de esta ecorregión.

## Estado de conservación
Vulnerable.